# 메건 영
메건 영(Megan Young, 1990년 2월 27일 ~ )은 필리핀의 미인 대회 우승자, 배우, 모델이다. 2013 미스 월드 필리핀 대표로 참가해 우승했다.
미국 버지니아주 알렉산드리아에서 미국인 아버지와 필리핀인 어머니 사이에서 태어났으며 10세 때에 가족들과 함께 필리핀 삼발레스주 올롱가포로 이주했다.
없음